# Unterseeboot 290
Le Unterseeboot 290 (ou U-290) est un sous-marin allemand (U-Boot) de type VII.C utilisé par la Kriegsmarine (marine de guerre allemande) pendant la Seconde Guerre mondiale.

## Historique
Mis en service le 24 juillet 1943, l'Unterseeboot 290 effectue son temps d'entraînement initial à Danzig dans la 8. Unterseebootsflottille jusqu'au 30 avril 1944, puis l'U-290 rejoint son unité de combat à Saint-Nazaire avec la 6. Unterseebootsflottille. Au 1er août 1944, l'U-290 est affecté à la formation de combat de la 11. Unterseebootsflottille à Bergen, puis retourne à partir du 28 août 1944 dans la 8. Unterseebootsflottille. À partir du 16 février 1945, il devient un sous-marin d'entrainement dans la 4. Unterseebootsflottille à Stettin.
L'U-290 effectue trois patrouilles sous les ordres de l'Oberleutnant zur See Helmut Herglotz dans lesquelles il ne coule, ni n'endommage de navire ennemi au cours de ses 118 jours en mer.
En préparation à sa première patrouille, l'U-290 quitte le port de Kiel le 18 mai 1944 pour rejoindre Egersund en Norvège qu'il atteint trois jours plus tard, le 20 mai 1944.
Pour sa première patrouille, il appareille du port d'Egersund le 1er juin 1944.
Le 14 juin 1944, une attaque d'un de Havilland DH.98 Mosquito norvégien (du Squadron 333/H) endommage l'U-290 et blesse huit membres d'équipage. L'U-Boot écourte sa patrouille. Deux jours plus tard et après seize jours en mer, il arrive à Bergen le 16 juin 1944.
L'U-290 appareille le 7 septembre 1944 du port de Gotenhafen pour sa deuxième patrouille et arrive, 60 jours plus tard, le 5 novembre 1944 au port de Danzig en Pologne.
Sa troisième patrouille part de Libau le 1er janvier 1945. Après 29 jours en mer, l'U-290 arrive à Kiel le Modèle:Date29 janvier 1945.
Il quitte alors le service opérationnel et rejoint Stettin pour la formation des sous-mariniers membres d'équipage, dans la 4. Unterseebootsflottille à partir du 16 février 1945.
À la suite de l'ordre donné (Opération Regenbogen) le 30 avril 1945 par l'amiral Karl Dönitz de détruire les navires de la Kriegsmarine, l'U-Boot est sabordé le 4 mai 1945 à Kupfermühlen, dans le Fjord de Flensburg.

## Affectations successives
- 8. Unterseebootsflottille à Danzig du 24 juillet 1943 au 30 avril 1944 (entrainement)
- 6. Unterseebootsflottille à Saint-Nazaire du 1er mai au 31 juillet 1944 (service actif)
- 11. Unterseebootsflottille à Bergen du 1er au 27 août 1944 (service actif)
- 8. Unterseebootsflottille à Danzig du 28 août 1944 au 15 février 1945 (service actif)
- 4. Unterseebootsflottille à Stettin du 16 février au 3 mai 1945 (entrainement)

## Commandement
- Hartmut Strenger du 24 juillet 1943 au 26 décembre 1943
- Oberleutnant zur See Helmut Herglotz du 27 décembre 1943 à avril 1945
- Oberleutnant zur See der Reserve Heinz Baum d'avril au 4 mai 1945

Nota: Les noms de commandants sans indication de grade signifie que leur grade n'est pas connu avec certitude à notre époque (2013) à la date de la prise de commandement

## Patrouilles
|       | Commandant            | Départ           | Départ       | Arrivée          | Arrivée      | Jours     | Succès |
| ----- | --------------------- | ---------------- | ------------ | ---------------- | ------------ | --------- | ------ |
|       | Oblt. Helmut Herglotz | 18 mai 1944      | Kiel         | 20 mai 1944      | Egersund     | 3 jours   |        |
| 1     | Oblt. Helmut Herglotz | 1er juin 1944    | Egersund     | 16 juin 1944     | Bergen       | 16 jours  |        |
|       | Oblt. Helmut Herglotz | 15 juillet 1944  | Bergen       | 17 juillet 1944  | Kristiansand | 3 jours   |        |
|       | Oblt. Helmut Herglotz | 12 août 1944     | Kristiansand | 13 août 1944     | Kiel         | 2 jours   |        |
|       | Oblt. Helmut Herglotz | 15 août 1944     | Kiel         | 17 août 1944     | Gotenhafen   | 3 jours   |        |
| 2     | Oblt. Helmut Herglotz | 7 septembre 1944 | Gotenhafen   | 5 novembre 1944  | Danzig       | 60 jours  |        |
|       | Oblt. Helmut Herglotz | 30 décembre 1944 | Danzig       | 31 décembre 1944 | Libau        | 2 jours   |        |
| 3     | Oblt. Helmut Herglotz | 1er janvier 1945 | Libau        | 29 janvier 1945  | Kiel         | 29 jours  |        |
| Total | Total                 | Total            | Total        | Total            | Total        | 118 jours | 0 t    |

Note : Oblt. = Oberleutnant zur See

### Opérations Wolfpack
L'U-290 n'a pas opéré avec les Wolfpacks (meute de loups) durant sa carrière opérationnelle.

## Navires coulés
L'Unterseeboot 290 n'a ni coulé, ni endommagé de navire ennemi au cours des trois patrouilles (105 jours en mer) qu'il effectua.

### Source et bibliographie
- (en) Cet article est partiellement ou en totalité issu de l’article de Wikipédia en anglais intitulé « German submarine U-290 » (voir la liste des auteurs).
- Chris Bishop, historien militaire (trad. de l'anglais par Christian Muguet), Les sous-marins de la Kriegsmarine : 1939-1945 : le guide d'identification des sous-marins [« The spellmount submarine identification guide : Kriegsmarine U-boats 1939-1945 »], Paris, Éd. de Lodi, 2008, 192 p. (ISBN 978-2-84690-327-1, OCLC 470721805, BNF 41298980)